# Kandža koja se nadvila nad Amerikom
Kandža koja se nadvila nad Amerikom obuhvata 6. i 7. epizodu strip serijala Priče iz baze "Drugde" premijerno objavljena u Srbiji u #55. obnovljene edicije Zlatne serije koju je pokrenuo Veseli četvrtak. Sveska je izašla 13. juna 2024. god. i koštala 790 dinara (6,75 €, 7,8 $). Sveska je imala 306 strana. Korice A (originalne) nacrtao je Đankarlo Alesandrini, a korice B Aleksandar Zolotić.

## Originalne epizode
Ova sveska sadrži dve epizode objavljene premijerno u Italiji kao #6. i 7. godišnje edicije pod nazivom L'artiglio che si strinse sull'america, koja je objavljena 14.10.2003. i La creatura che venne dall'inferno, koja je objavljena 27.10.2004. Scenario za #6 su napisali Alfredo Kasteli i Stefano Vijeti, a nacrtali Erazmo Danie Spada i braća Espozito, za #7 scenario je napisao Karlo Rekanjo, a nacrtali braća Espozito. Koštale su 4, odnosno 4,2 €.

## Prethodna i naredna epizoda Zlatne serije
Prethodna epizoda bila je Teks Viler: Crni Tigar (#54), a narerdna ponovo Teks Viler: Povratak Crnog Tigra (#56).